# Аллегені (округ, Північна Кароліна)
Шаблон:StateAbbr_ 36°29′ пн. ш. 81°08′ зх. д. / 36.49° пн. ш. 81.13° зх. д.
Округ Аллегені (англ. Alleghany County) — округ (графство) у штаті Північна Кароліна, США. Ідентифікатор округу 37005.

## Історія
Округ утворений 1859 року.

## Демографія
За даними перепису
2000 року
загальне населення округу становило 10677 осіб, усе сільське.
Серед мешканців округу чоловіків було 5259, а жінок — 5418. В окрузі було 4593 домогосподарства, 3169 родин, які мешкали в 6412 будинках.
Середній розмір родини становив 2,75.
Віковий розподіл населення поданий у таблиці:
| Стать    | До 15 років | 15-21 | 22-29 | 30-39 | 40-49 | 50-65 | 65-85 | Понад 85 |
| -------- | ----------- | ----- | ----- | ----- | ----- | ----- | ----- | -------- |
| Чоловіки | 853         | 478   | 532   | 701   | 789   | 1056  | 769   | 81       |
| Жінки    | 849         | 363   | 436   | 660   | 778   | 1129  | 1019  | 184      |

## Виноски
1. ↑  U.S. Decennial Census. United States Census Bureau. Архів оригіналу за 2 березня 2013. Процитовано 11 січня 2015.
2. ↑  Historical Census Browser. University of Virginia Library. Архів оригіналу за 11 серпня 2012. Процитовано 11 січня 2015.
3. ↑  Forstall, Richard L., ред. (27 березня 1995). Population of Counties by Decennial Census: 1900 to 1990. United States Census Bureau. Архів оригіналу за 3 березня 2015. Процитовано 11 січня 2015.
4. ↑  Census 2000 PHC-T-4. Ranking Tables for Counties: 1990 and 2000 (PDF). United States Census Bureau. 2 квітня 2001. Архів оригіналу (PDF) за 18 грудня 2014. Процитовано 11 січня 2015.
5. ↑  State & County QuickFacts. United States Census Bureau. Архів оригіналу за 12 травня 2001. Процитовано 17 жовтня 2013. [Архівовано 2001-05-12 у Wayback Machine.](англ.) Наведено за англійською вікіпедією.
6. ↑  American FactFinder. Бюро перепису населення США. Архів оригіналу за 26 лютого 2012. Процитовано 31 січня 2008. [Архівовано 2008-05-21 у Wayback Machine.]

| США | Це незавершена стаття з географії США. Ви можете допомогти проєкту, виправивши або дописавши її. |